# Líli Arlióti
Líli Arlióti (en grec moderne : Λίλη Αρλιώτη), née en 1910 à Athènes et décédée en 1979 à Athènes, est une peintre expressionniste abstraite grecque.

## Biographie
Líli Arlióti étudie à l'école des beaux-arts d'Athènes sous la direction de Dimítrios Biskínis (el) puis la musique au conservatoire d’Athènes.
Elle fonde le groupe Armos en 1949 avec notamment Yiánnis Móralis,.
Elle expose ses œuvres en Grèce, à Londres, Paris, Venise et aux États-Unis et prend part à la biennale de São Paulo en 1957 puis celle d'Alexandrie en 1959. 
Elle reçoit le prix Ben en 1976.